# هيو كوارشي
هيو كوارشي (بالإنجليزية: Hugh Quarshie)‏ مواليد 22 ديسمبر 1954 في أكرا، هو ممثل بريطاني بدأ مسيرته الفنية عام 1979. درس في كنيسة المسيح، أكسفورد.

## الأعمال
- ريد دوارف
- حرب النجوم الجزء الأول: تهديد الشبح
- الليالي العربية

## وصلات خارجية
- هيو كوارشي على موقع IMDb (الإنجليزية)
- هيو كوارشي على موقع ألو سيني (الفرنسية)
- هيو كوارشي على موقع ميوزك برينز (الإنجليزية)
- هيو كوارشي على موقع أول موفي (الإنجليزية)
- هيو كوارشي على موقع قاعدة بيانات الأفلام السويدية (السويدية)
- هيو كوارشي على موقع قاعدة بيانات الفيلم (الإنجليزية)
- هيو كوارشي على موقع كينوبويسك (الروسية)